# 魚町 (姫路市)
魚町（うおまち）は兵庫県姫路市の町名。郵便番号670-0905。

## 地理
姫路市の中心市街地・内町に位置する。北東で西二階町、東で立町、南で塩町、西で博労町、北西で福中町と接する。播磨地方随一の歓楽街・繁華街を擁する。姫路駅と姫路城をつなぐ大手前通りを西に入ると、飲み屋の集合ビルが立ち並ぶ魚町通りがある。伝統的にスナックや居酒屋等の飲み屋が中心で、風俗店は少なめである。

### 広域地名
狭義の「魚町」とは魚町のみを指すが、広義で「魚町」と言えば大手前通りの西側、魚町に隣接した同じような街並の塩町・坂元町を含めた地域を指す。

## 歴史
姫路城改修時の町割りで設置された町で、元は西魚町と称した。「恵美酒町ノ西ノ町デ悉ク魚店」だったという。隣接する恵美酒町と共に盛り場として栄え、姫路藩家老河合道臣（寸翁）が建てさせた料亭（藩御用商人の接待所）や藩用宰舎（監獄、勤王志士河合宗元らが姫路藩佐幕派による弾圧「甲子の獄」によって獄死した場所）があった。
明治時代に陸軍第10師団が設置された際には、歓楽街となっていた西魚町付近に遊郭を設置する案があったが、最終的に野里梅ヶ枝町へ設置されている。芸者の養成・斡旋をおこなう検番が設置され、地元の城南小学校出身者以外を募集していた。
1945年7月3日の姫路空襲で全域が被災。戦後の売春防止法制定による赤線廃止と共に検番も縮小、バーやキャバレーといった形態の店舗が増加する。
1983年（昭和59年）の戦災復興事業による区画整理に伴う町域変更により、西魚町は魚町となって一部が塩町・福中町・西二階町・博労町となり、恵美酒町・竪町・福中町・福中内新町・西塩町の各一部が魚町に編入される。
内町には魚町の前身・西魚町のほかに中魚町・東魚町もあったが、それぞれ場所が離れていて、区画整理で中魚町は亀井町・紺屋町・呉服町のそれぞれ一部に、東魚町は坂田町・大黒壱丁町のそれぞれ一部となっている（内町 (姫路市)#現存しない町名参照）。

## 世帯数と人口
2021年（令和3年）12月31日現在の世帯数と人口は以下の通りである。
| 丁目 | 世帯数 | 人口 |
| ---- | ------ | ---- |
| 魚町 | 24世帯 | 46人 |

## 小・中学校の学区
市立小・中学校に通う場合、学区は以下の通りとなる。
| 番地 | 義務教育学校         |
| ---- | -------------------- |
| 全域 | 姫路市立白鷺小中学校 |

## 交通

### 道路
- 魚町通り

## 施設
- ボートピア姫路 - 競艇の場外発売場。主に住之江競艇場や尼崎競艇場等のレースを扱っている。
- 姫路OS松竹座 - 1930年、高級料亭に通っていた旦那衆が共同出資して開業した映画館。1945年（昭和20年）、姫路空襲により館内の一部が焼失するも、全壊には至らなかった。戦後は洋画ロードショー館として数多くの作品を上映。館名に「松竹」と付きながらも東宝洋画系作品を多く上映していた。建物の老朽化とシネコンの台頭により2004年12月3日をもって閉館。最後の作品は『オールド・ボーイ』であった。

### かつての施設
- 憲兵隊屯所 - 第10師団設置時に藩用監獄跡に設置、のち光源寺前（姫路駅付近）へ移転[7]。
- 武徳殿 - 1908年（明治41年）に建設されて練武の他様々な行事に用いられた。米騒動対応の米の廉売もおこなわれたという。戦災焼失[7]。